# مسجد سید صادق روحانی
مسجد سید صادق روحانی مربوط به دوره قاجار است و در قم، خیابان انقلاب، کوچه، ۱۷ نبش کوچه بقعه سلطان محمد شریف واقع شده و این اثر در تاریخ ۱۹ اسفند ۱۳۸۰ با شمارهٔ ثبت ۴۸۶۵ به‌عنوان یکی از آثار ملی ایران به ثبت رسیده است.